# Hal Ozsan
Halil Özşan (Famagusta, 26 oktober 1976) is een Amerikaans acteur van Turks Cypriotische afkomst. Oszan is best bekend voor zijn rollen als Michael Cassidy in de serie Kyle XY en Todd Carr in Dawson's Creek.